# Psiloscirtus bolivianus
Psiloscirtus bolivianus är en insektsart som först beskrevs av Bruner, L. 1920.  Psiloscirtus bolivianus ingår i släktet Psiloscirtus och familjen gräshoppor. Inga underarter finns listade i Catalogue of Life.